# Under the Surface
Under The Surface er det fjerde studiealbum af den danske sanger og sangskriver Christopher, der udkom den 22. februar 2019 via Warner Music Danmark.

## Spor
26:20
| 1.    | "My Heart"     | Christopher, Jamie Scott                                                                                   | 3:16 |
| 2.    | "The Chancer"  | Christopher, Jamie Scott                                                                                   | 3:42 |
| 3.    | "Irony"        | Christopher, Petter Tarland, Pär Westerlund                                                                | 3:28 |
| 4.    | "High"         | Christopher, Alexander Tidebrink, Joakim Olovsson, Pär Westerlund                                          | 3:05 |
| 5.    | "Grow Up"      | Christopher, Anders Stig Gehrt-Bendixen, Andreas Krueger, Emil Sebastian Albæk Falk                        | 3:04 |
| 6.    | "Just Kiss Me" | Christopher, Jamie Scott                                                                                   | 3:27 |
| 7.    | "Bad"          | Christopher, Alexander Tidebrink, Aron Blom, Lenno Linjama                                                 | 3:11 |
| 8.    | "Monogamy"     | Christopher, Brandon Beal, Chester Joseph Henderson, Engelina Andrina, Jens Høy, Maria Smith, Victor Thell | 3:04 |
| 26:20 |                | |      |